# Centro de Turismo de Natal
O Centro de Turismo de Natal é um centro cultural e de artesanato localizado em Natal, no estado brasileiro do Rio Grande do Norte. O complexo está instalado no bairro Praia do Meio, fazendo parte do Centro Histórico de Natal, e pertence ao governo do Rio Grande do Norte, estando cedido a uma cooperativa de artesanato local.
O prédio foi construído por volta do século XIX inicialmente sendo um abrigo para mendigos e um orfanato, posteriormente se tornou uma cadeia pública e, em 13 de novembro de 1976, após passar por uma reforma, virou o centro de turismo da cidade. Desde 11 de agosto de 1988 é tombado pelo patrimônio histórico e artístico estadual.
Hoje se encontram 38 lojas de artesanato local e trabalhos manuais; cada loja ocupa uma das antigas celas da prisão, além de dispor de um espaço para festas, lanchonete e restaurante, além do tradicional "Forró com Turista" que acontece há mais de vinte anos no local.